# Нурлан, Алдияр Русланулы
Алдияр Русланулы Нурлан (каз. Алдіяр Рұсланұлы Нұрлан; 6 апреля 2004, Казахстан) — казахстанский хоккеист, нападающий.

## Карьера
Воспитанник школы усть-каменогорского «Торпедо», за которую дебютировал на детско-юношеских турнирах. В 2017 году игрок попал в систему «Барыса». Первый профессиональный контракт с командой из Нур-Султана Алдияр подписал перед началом сезона 2021/2022. 3 сентября 2021 года, в домашнем матче против уфимского «Салавата Юлаева» Алдияр Нурлан дебютировал на уровне КХЛ, тем самым, в возрасте 17 лет, стал самым молодым дебютантом в истории «Барыса».